# 위시티3로
위시티3로(Wi city 3-ro)는 경기도 고양시 일산동구 식사동 679-11과 경기도 고양시 일산동구 식사동 고양공단사거리를 잇는 도로이다.

## 연혁
- 2011년 7월 15일: 도로명으로 위시티3로를 고시

## 주요 경유지
경기도
- 고양시 일산동구 (식사동)

## 주요 건물 및 시설
- 저현고등학교 (경기도 고양시 일산동구 위시티3로 37)
- 일산양일중학교 (경기도 고양시 일산동구 위시티3로 47)
- 원중초등학교 (경기도 고양시 일산동구 위시티3로 67)